# Morani
Morani (en serbe cyrillique : Морани) est un village de Serbie situé dans la municipalité de Tutin, district de Raška. Au recensement de 2011, il comptait 186 habitants.

## Démographie
| 1948 | 1953 | 1961 | 1971 | 1981 | 1991 | 2002 | 2011 |
| ---- | ---- | ---- | ---- | ---- | ---- | ---- | ---- |
| 439  | 490  | 509  | 390  | 402  | 311  | 198  | 186  |

|  |